# Bouskomi
Bouskomi, également orthographié Boussikomi, est un village du département et la commune rurale de Piéla, situé dans la province de la Gnagna et la région Est au Burkina Faso.

## Géographie

### Situation et environnement
Bouskomi est une localité à centres d’habitations dispersés, située à 10 km à l’ouest de Piéla et à 6 km à l’est de Dargo.

### Démographie
- En 2003, le village comptait habitants estimés[3].
- En 2006, le village comptait habitants recensés[1].

## Économie
Le village a une activité essentiellement agropastorale. La retenue d’eau du barrage en remblai permet l’irrigation et l’élevage.

## Transports
Bouskomi est situé sur la route régionale 2 reliant Piéla (desservi par la route nationale 18) à Boulsa (dans la province du Namentenga et la région du Centre-Nord).

## Santé et éducation
Le centre de soins le plus proche de Bouskomi est le centre de santé et de promotion sociale (CSPS) de Dargo.